# サンタンジェロ城

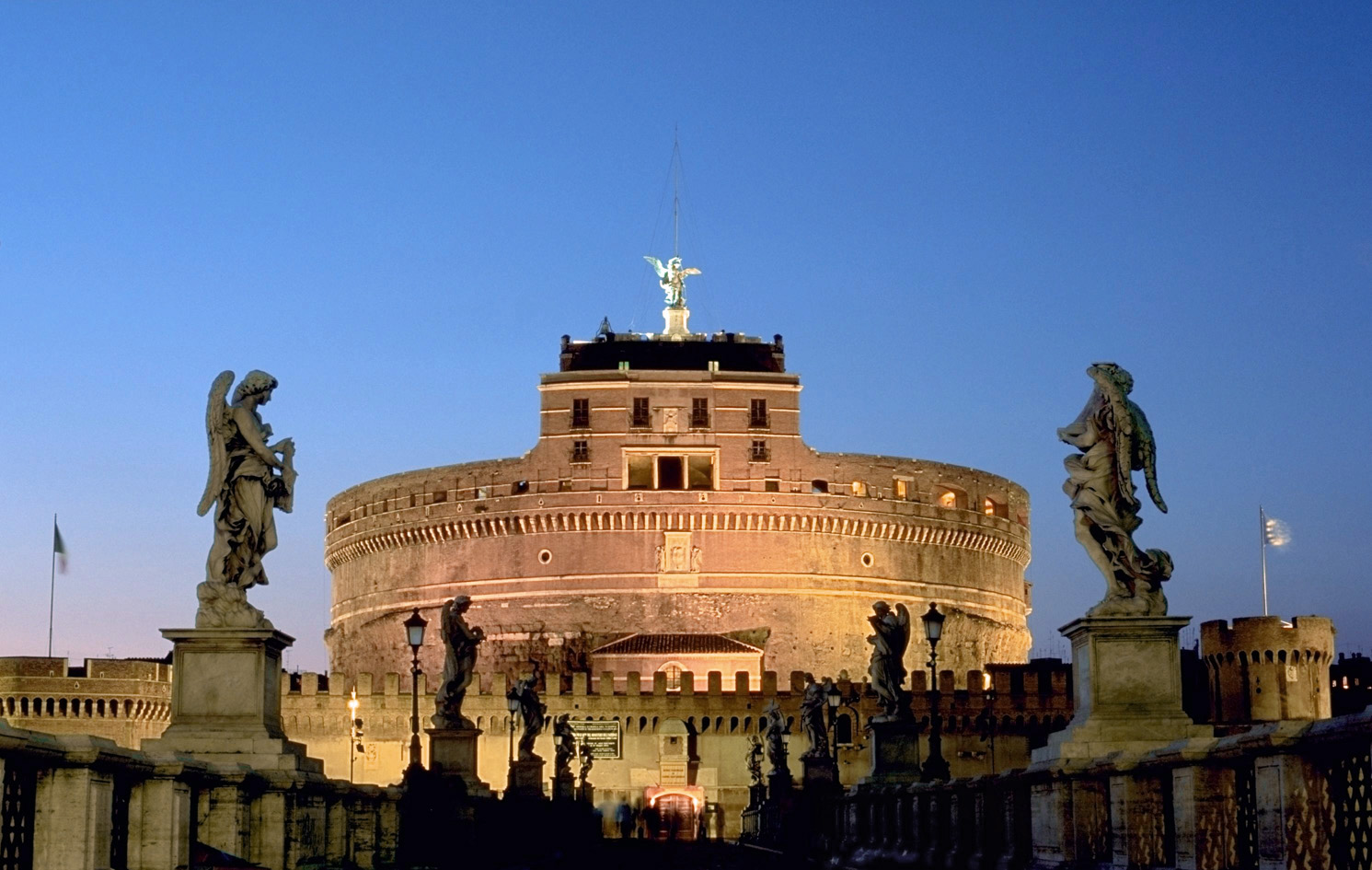
サンタンジェロ城

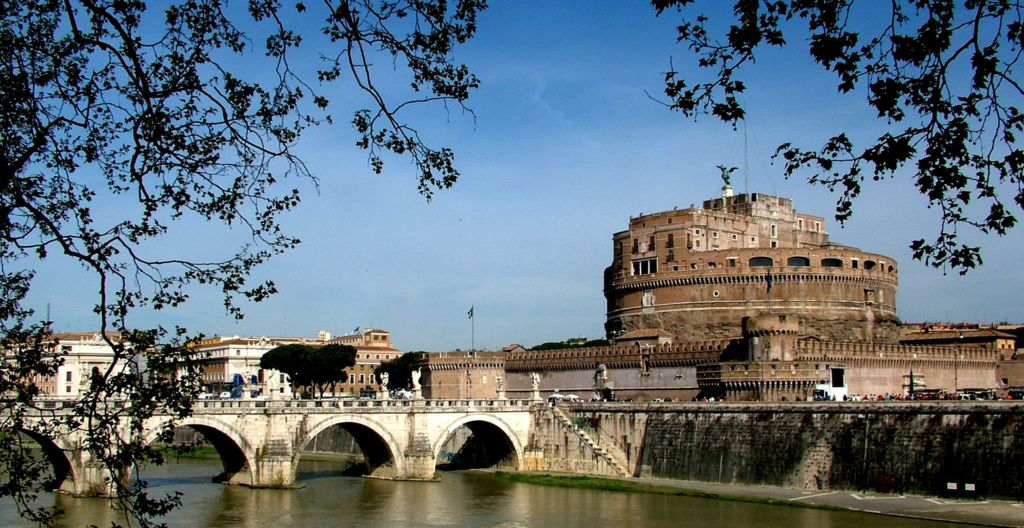
テヴェレ川対岸から見たサンタンジェロ城とサンタンジェロ橋

サンタンジェロ城（サンタンジェロじょう、伊: Castel Sant'Angelo）は、ローマのテヴェレ川右岸にある城塞である。日本語訳によっては、聖天使城、カステル・サンタンジェロとも呼ばれる。
正面にはサンタンジェロ橋（ponte Sant'Angelo）がある。
約700メートル離れたバチカンのサン・ピエトロ大聖堂とは城壁上の通路（Passetto di Borgo）で繋がっている。

## 概要
135年、ローマ帝国の皇帝でいわゆる「五賢帝」のひとりハドリアヌスが自らの霊廟（ハドリアヌス廟（ラテン語: Mausoleum Hadriani））として建設を開始し、アントニヌス・ピウス治世の139年に完成した。霊廟はきれいな円形平面をなし、太陽を象徴したハドリアヌスが戦車を引く像が頂上に設置された。しばらくすると軍事施設として使用されはじめ、403年にはアウレリアヌスの城壁の一部に組み入れられた。
14世紀以降は歴代のローマ教皇によって要塞として強化され、また、同時に牢獄や避難所としても使用された。
16世紀前半の教皇クレメンス7世は、ローマが神聖ローマ皇帝軍により恐ろしい略奪（ローマ略奪）を受けている間、皇帝カール5世率いるドイツ人傭兵（Lanzichenecchi）の包囲に抵抗するため、この機能を使用した。17世紀前半には教皇ウルバヌス8世がサンタンジェロ城の強化に努め、1667年に教皇となったクレメンス9世は、バロック芸術の大家で旧友のジャン・ロレンツォ・ベルニーニにサンタンジェロ橋の装飾を依頼しており、橋はベルニーニ自作の2体ふくむ10体の天使像の彫刻で飾られている。
サンタンジェロ城の名称は、590年にローマでペストが大流行した際、時の教皇グレゴリウス1世が城の頂上で剣を鞘に収める大天使ミカエルを見て、ペスト流行の終焉を意味するとしたことに由来する。その故事を記念して、16世紀にラファエッロ・ダ・モンテルーポ（Raffaello da Montelupo）による大理石製の天使の像を城の頂上に設置した。1753年からはフランドルの彫刻家ピエーレ・フォン・フェルシャフェルトによる青銅製の像が設置してある。
なお、サンタンジェロ城は、1933年以降は博物館として利用されている。

## ギャラリー

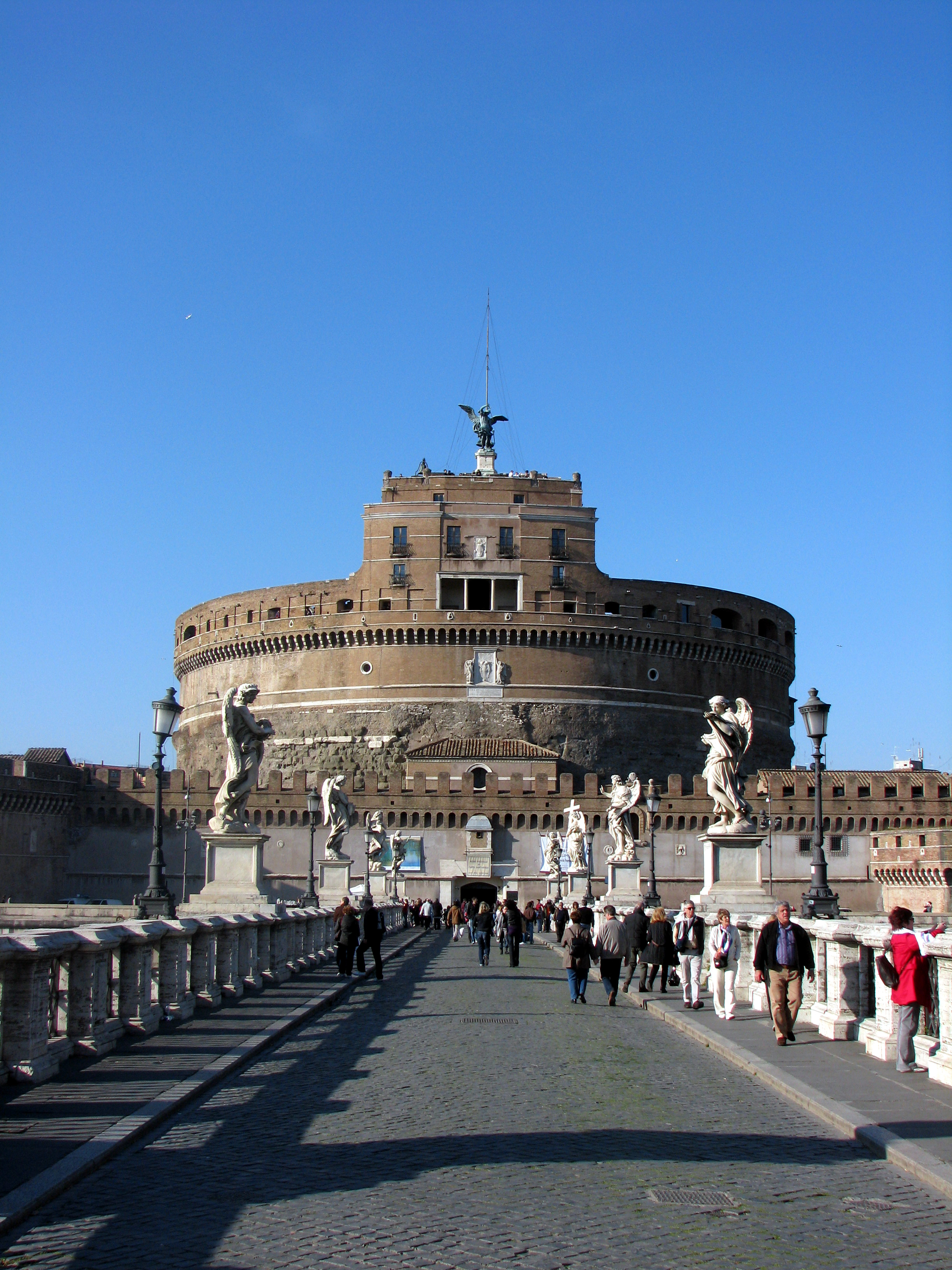
サンタンジェロ城
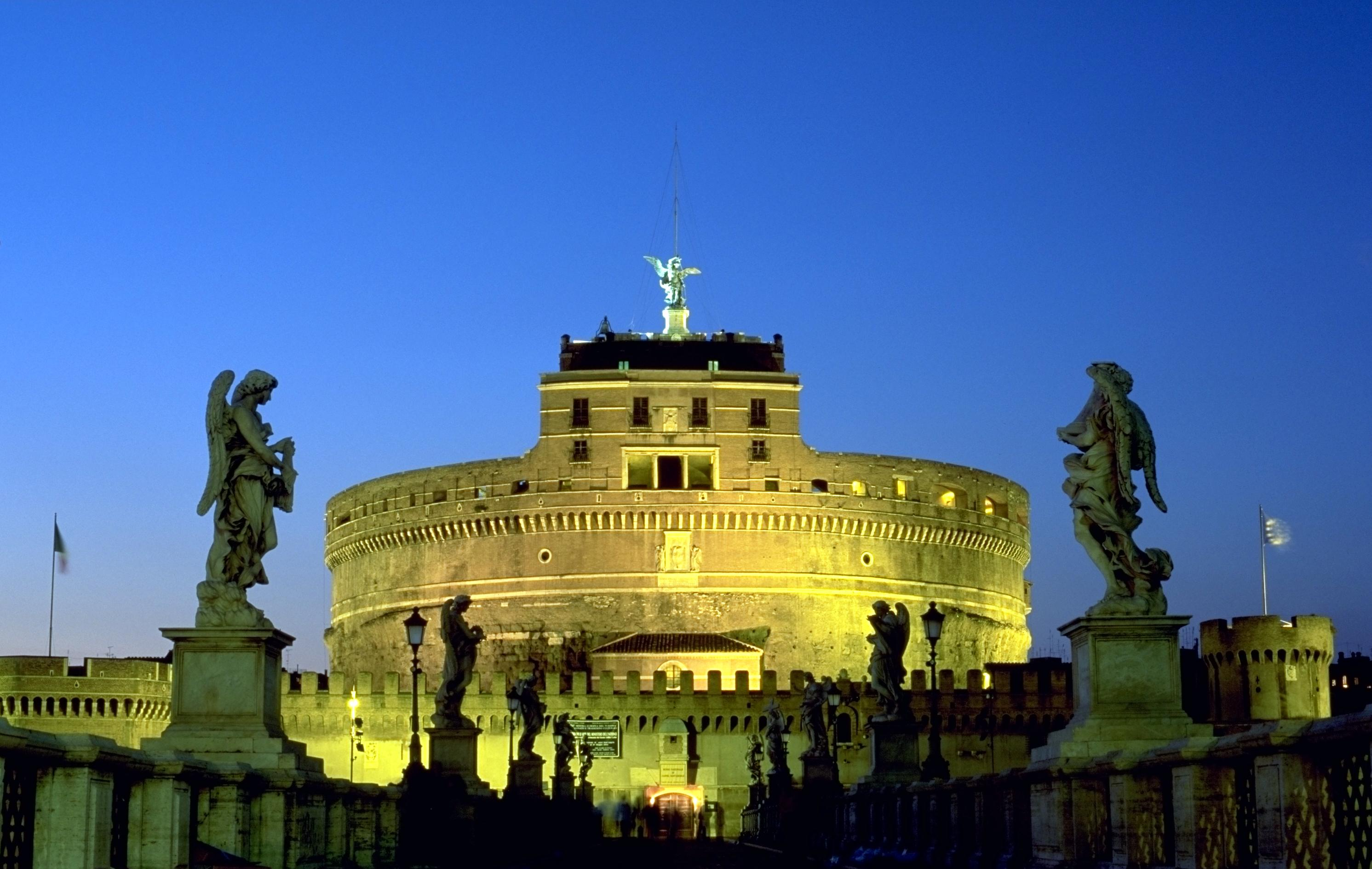
サンタンジェロ城
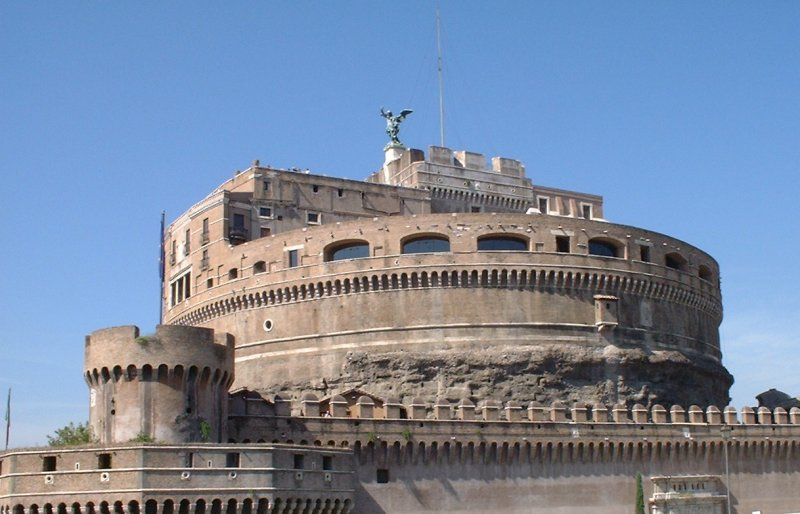
サンタンジェロ城
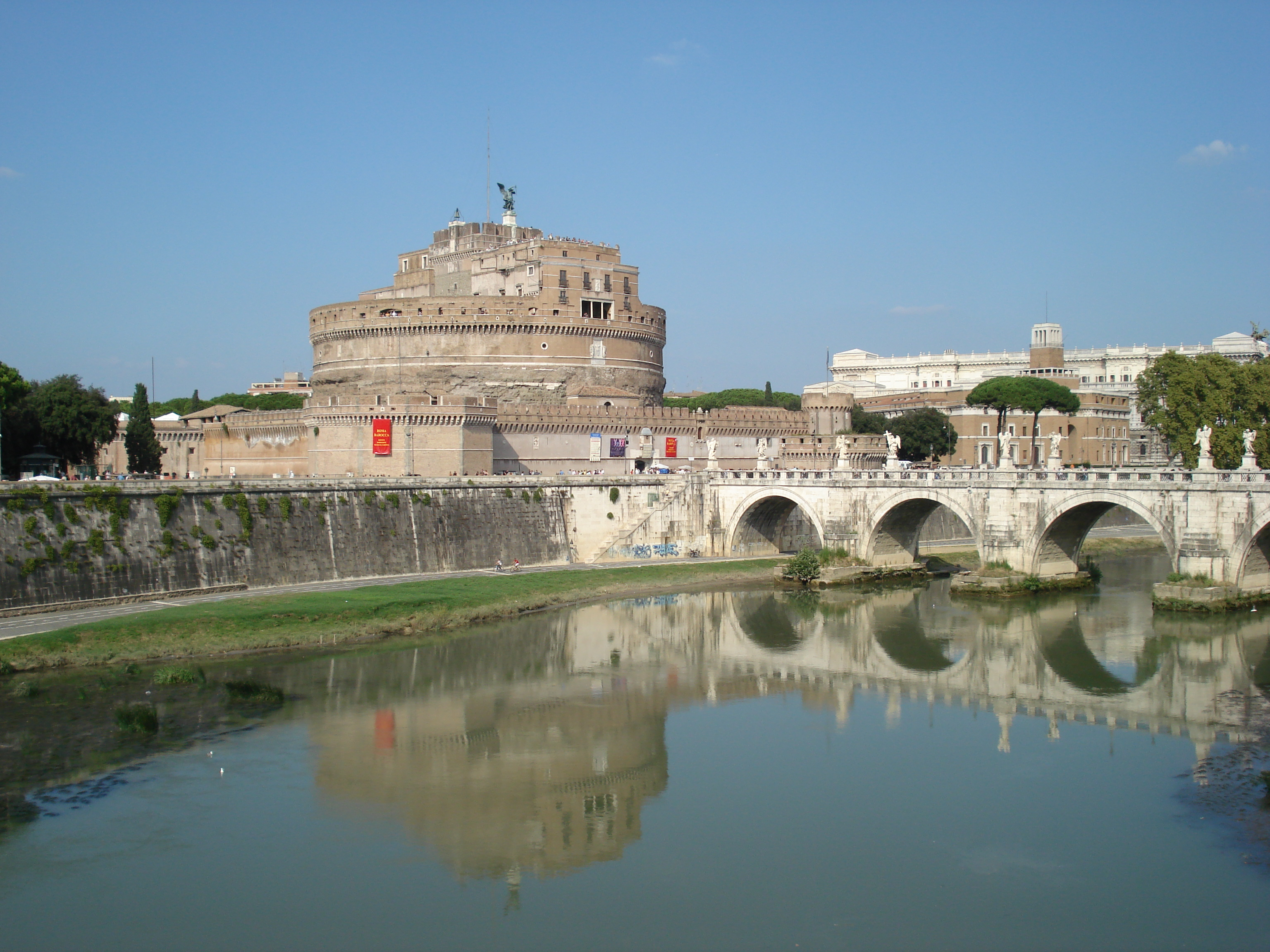
サンタンジェロ城とサンタンジェロ橋
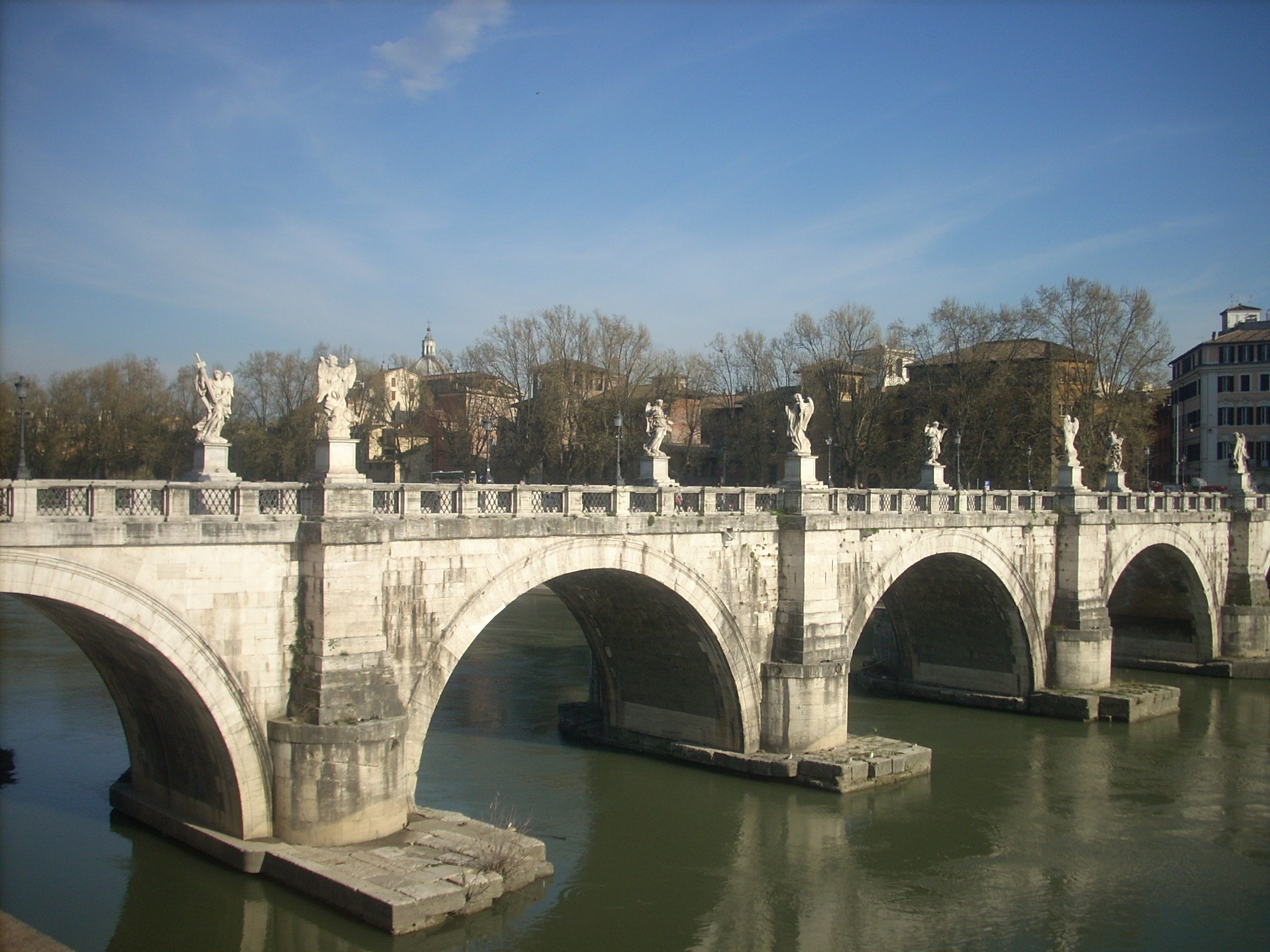
サンタンジェロ城側から見たサンタンジェロ橋
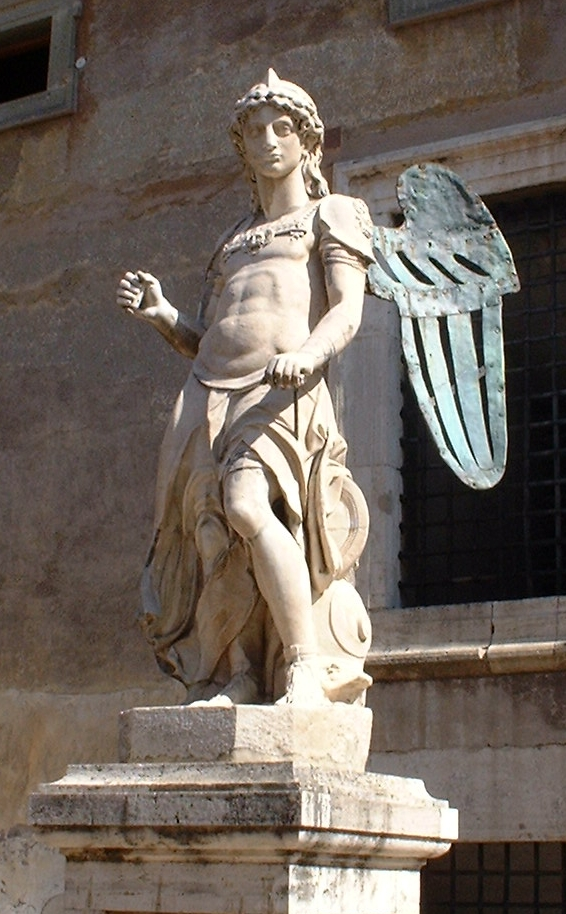
ラファエロ・ダ・モンテルーポ作の天使像
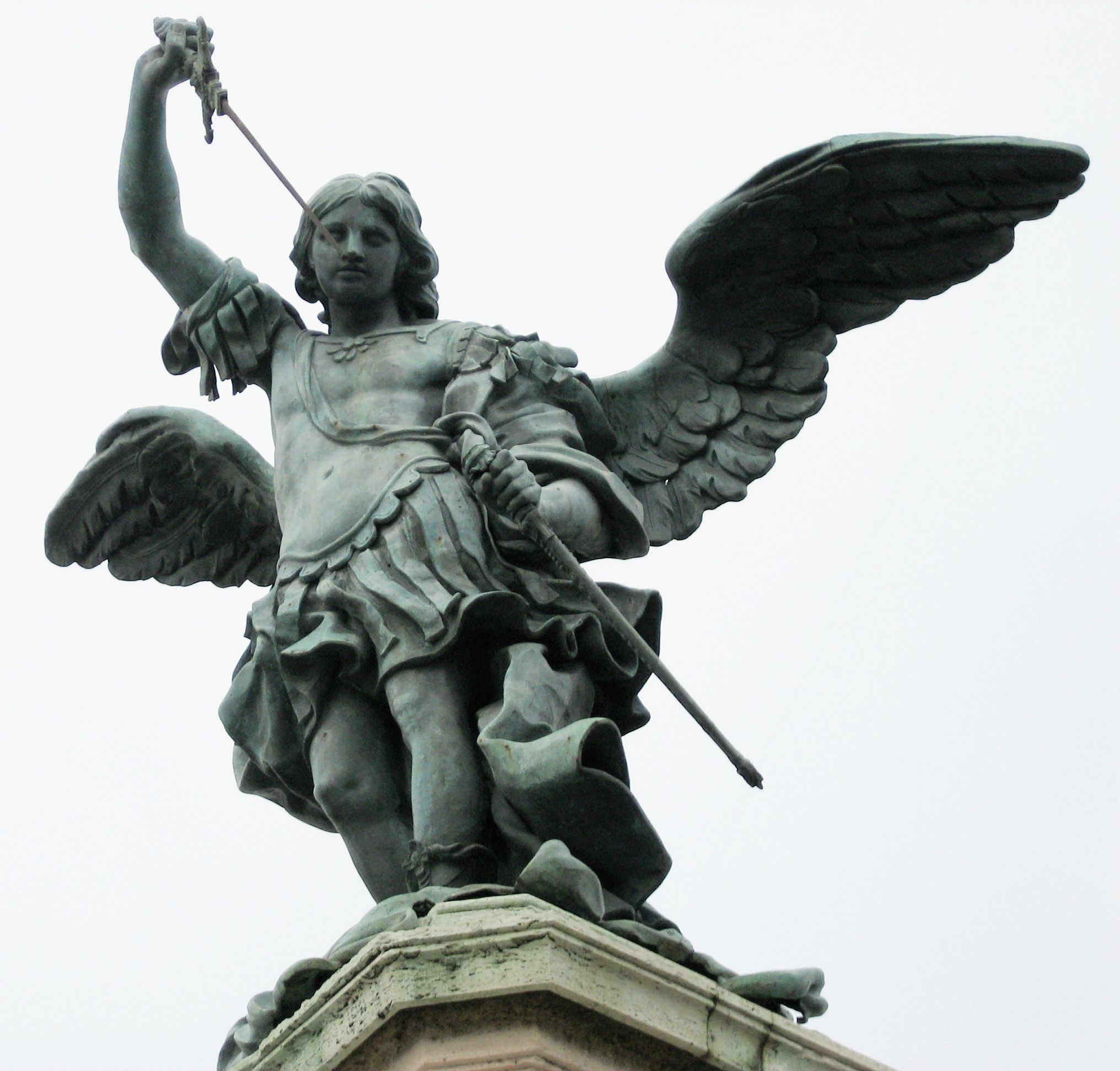
ピエーレ・フォン・フェルシャフェルト作の先端に立つブロンズの天使像（大天使ミカエル)は、その城の名前の由来となっている。
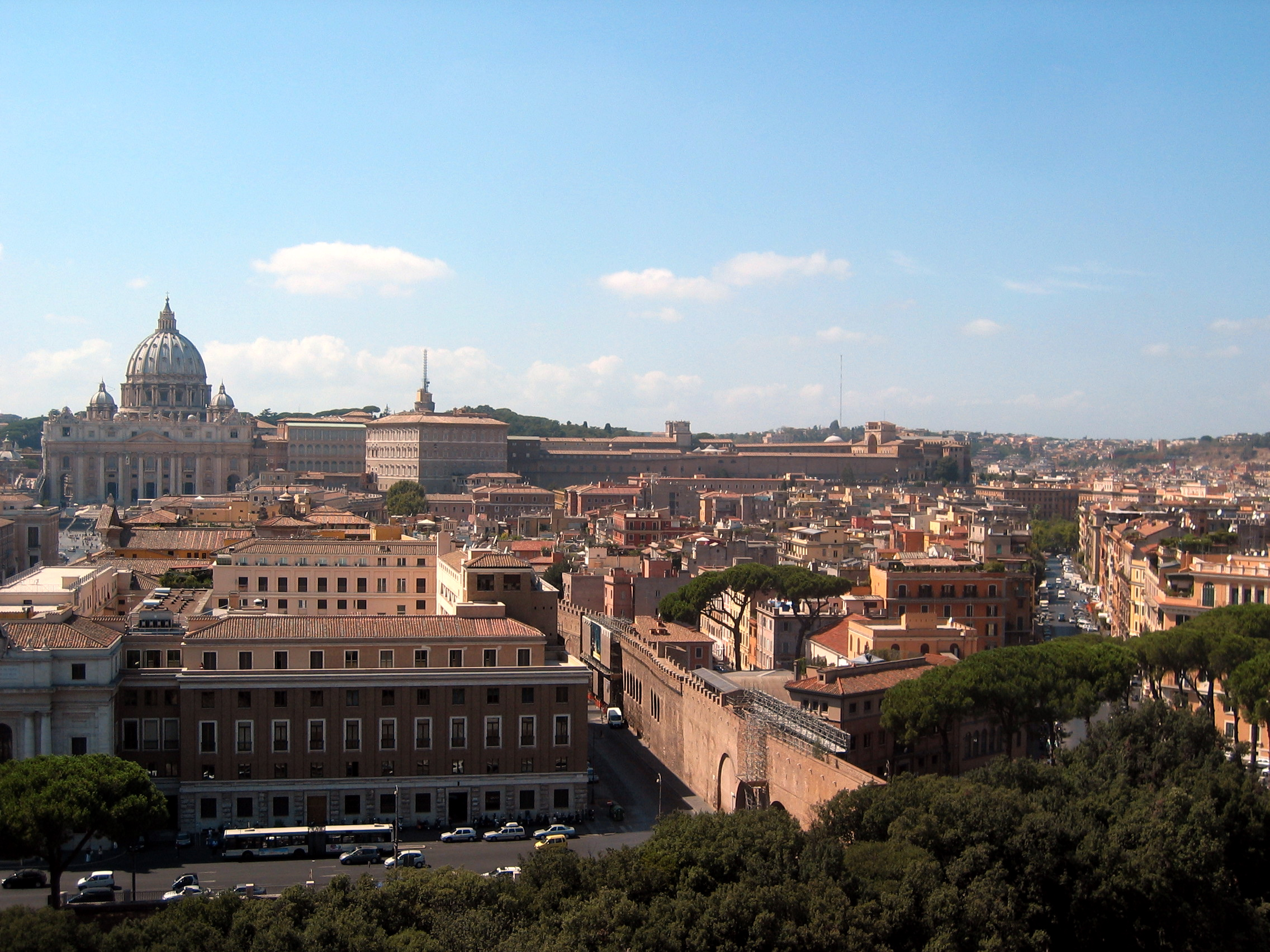
城の頂上から眺めた風景。バチカンのサン・ピエトロ大聖堂が見える。